# Diora (Bischof)
Diora (auch Deora; † zwischen 781 und 785) war Bischof von Rochester. Er wurde zwischen 765 und 772 zum Bischof geweiht und trat im selben Zeitraum das Amt an. Er starb zwischen 781 und 785.